# Puchar Narodów Oceanii 2020
Turniej finałowy Pucharu Narodów Oceanii 2020 miał się odbyć się w dniach od 6 do 20 czerwca 2020 roku. Gospodarzem miała być Nowa Zelandia, która także miała bronić tytułu.
21 kwietnia poinformowano o odwołaniu turnieju z powodu Pandemii COVID-19.

## Wybór gospodarza
10 stycznia 2020, OFC poinformowało, że Nowa Zelandia została wybrana na gospodarza turnieju.

## Stadiony
| Auckland              | Auckland         |
| --------------------- | ---------------- |
| North Harbour Stadium | The Trusts Arena |

## Uczestnicy
| Drużyna           | Grupa kwalifikacyjna | Liczba występów do tej pory | Najlepszy wynik                           | Ostatni występ |
| ----------------- | -------------------- | --------------------------- | ----------------------------------------- | -------------- |
| Nowa Zelandia     | gospodarz            | 10                          | Zwycięstwo (1973, 1998, 2002, 2008, 2016) | 2016           |
| Fidżi             | automatycznie        | 8                           | III miejsce (1998, 2012)                  | 2016           |
| Nowa Kaledonia    | automatycznie        | 6                           | II miejsce (2008, 2012)                   | 2016           |
| Papua-Nowa Gwinea | automatycznie        | 4                           | II miejsce (2016)                         | 2016           |
| Wyspy Salomona    | automatycznie        | 7                           | II miejsce (2004)                         | 2016           |
| Tahiti            | automatycznie        | 9                           | Zwycięstwo (2012)                         | 2016           |
| Vanuatu           | automatycznie        | 9                           | IV miejsce (1973, 2000, 2002, 2008)       | 2016           |
| ???               | zwycięzca eliminacji |                             |                                           |                |